# آنجانا ممتاز
آنجانا ممتاز بازیگر سینما و تلویزیون اهل کشور هند است. وی متولد شهر بمبئی است و بازیگری را از سال ۱۹۶۹ آغاز کرده‌است.
او در فیلم‌هایی مانند بانجاران بازی کرده‌است.

## فیلم‌شناسی
فهرست برخی از فیلم‌هایی که آنجانا ممتاز در آن‌ها به ایفای نقش پرداخته‌است:
- بانجاران
- بزرگترین بازیکن
- گل و خار
- سکو
- نیرومند
- توپ آتش
- سه‌گانگی
- یکسان
- عاشق شدی
- بازیگر خطرها
- پیروزی
- این فقط قلب است
- بازار سیاه
- سرگرم‌کننده
- خانه جهان
- زندانی عشق
- عزیزم بریم خونه بابام
- دوست بیچارگان
- اینا مینا دیکا
- شماره پدر
- ظلم و ستم
- طوفان گناه
- قربانی جاط
- حقیقت
- جنگجو
- الهی
- دریچه دل
- تولسی
- عصبانیت
- آتش
- فساد اداری